# Formosaspis takahashii
Formosaspis takahashii är en insektsart som först beskrevs av Karl Hermann Leonhard Lindinger 1932.  Formosaspis takahashii ingår i släktet Formosaspis och familjen pansarsköldlöss. Inga underarter finns listade i Catalogue of Life.